# Gare de Châteauvillain
La gare de Châteauvillain est une gare ferroviaire française de la ligne de Bricon à Châtillon-sur-Seine. Elle est située à Châteauvillain, dans le département de la Haute-Marne en région Grand Est.
Elle est mise en service en 1866 par la compagnie des chemins de fer de l'Est.

## Situation ferroviaire
Établie à 239 mètres d'altitude, la gare de Châteauvillain, est établie au point kilométrique (PK) 7,979 de la ligne de Bricon à Châtillon-sur-Seine, entre les gares de Bricon et de Latrecey (fermée).

## Histoire
La gare de Châteauvillain est mise en service la 1er septembre 1866 par la compagnie des chemins de fer de l'Est, lorsqu'elle ouvre à l'exploitation sa ligne de Châtillon-sur-Seine à Chaumont.